# Kaló Chorió (Pediáda, Héraklion)
Pour les articles homonymes, voir Kaló Chorió.
Kaló Chorió, en grec moderne : Καλό Χωριό, est un village du dème de Minóa Pediáda, en Crète, en Grèce. Selon le recensement de 2011, la population de Kaló Chorió compte 32 habitants. Il est situé à une altitude de 380 m et à 5 km d'Arkalochóri.